# Smilax rotundifolia
El cozolmecatl (Smilax rotundifolia) es una especie de planta trepadora perteneciente a la familia  Smilacaceae, es originaria de Norteamérica. 

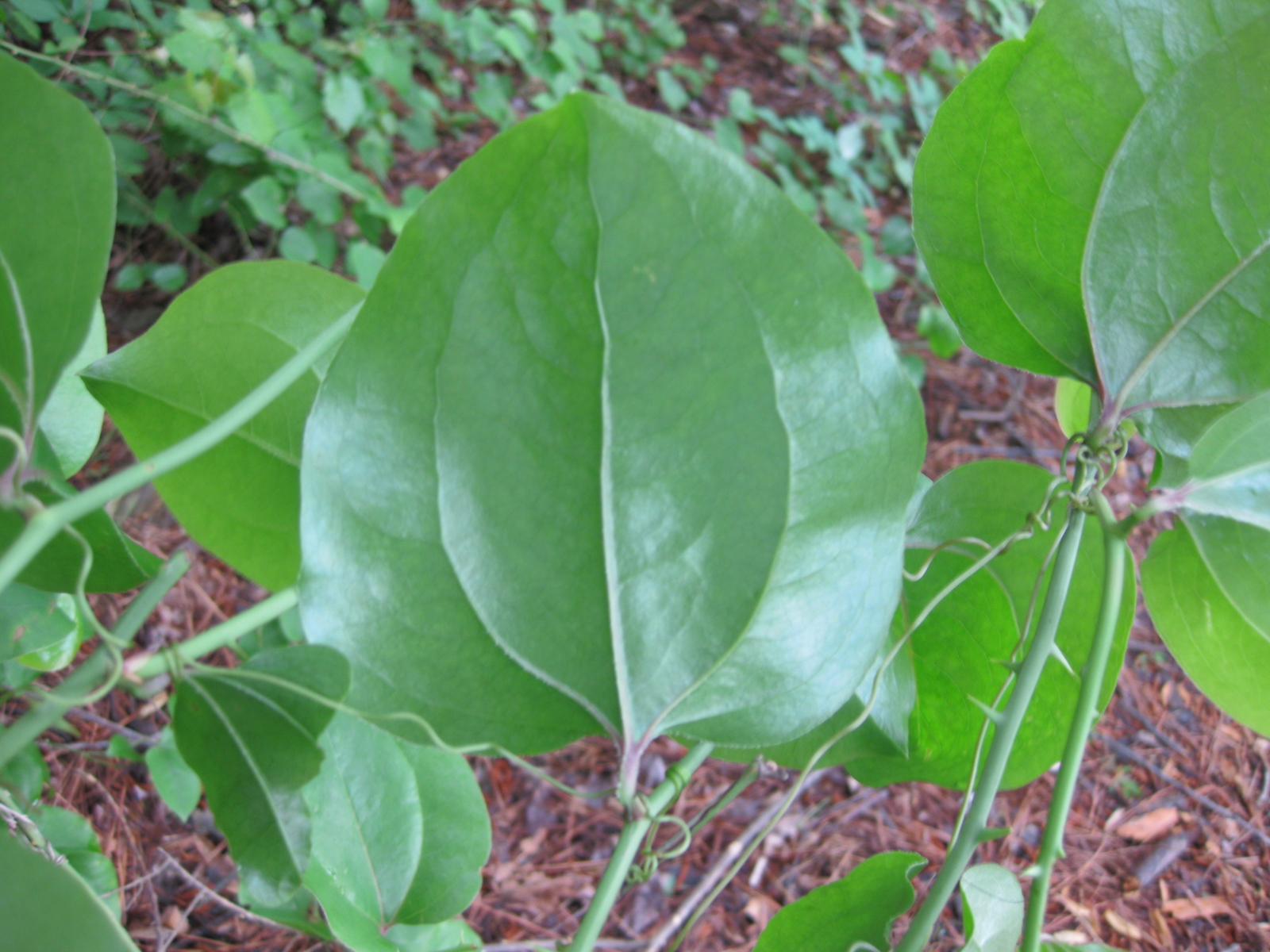
Detalle de la hoja

## Descripción
Es una enredadera leñosa con rizomas lineales. Los tallos perennes,  cilíndricos o cuadrangulares, alcanzando una longitud de 5-6 + m x 6 mm de diámetro, con espinas verdes con puntas oscuras, gruesas de 12 mm. Las hojas caducas o perennes, ± uniformemente dispuestas; pecíolo de 0.5-1.5 cm; con numerosos zarcillos; la hoja de color verde brillante, al secarse pálido a café verde, por lo general ovadas , con 3 (o 5) ± venas prominentes,  brillantes, no glaucas, glabras abaxialmente, la base cordada a redondeada con inserción aguda en el pecíolo, márgenes enteros. Las inflorescencias en numerosas umbelas axilares con 5-12 (-20) flores. El perianto amarillento pálido a bronce. Los frutos son bayas de color azul-negro.

## Distribución y hábitat
Se encuentra en lugares secos a húmedos, en los bosques ribereños, los setos, matorrales, a una altitud de 0 - 200 metros en Estados Unidos y Canadá.

## Taxonomía
Smilax rotundifolia fue descrita por Carlos Linneo y publicado en Species Plantarum 2: 1030, en el año 1753.
Citología
El número de cromosomas es de: 2n = 32.
Sinonimia
- Smilax caduca L.
- Smilax ciliata Steud. ex A.DC.
- Smilax deltifolia Raf.
- Smilax deltifolia var. compressa Raf.
- Smilax engelmanniana Kunth
- Smilax quadrangularis Muhl. ex Willd.
- Smilax rotundifolia var. caduca (L.) Prov.
- Smilax rotundifolia var. crenulata Small & A.Heller
- Smilax rotundifolia var. engelmanniana (Kunth) A.DC.
- Smilax rotundifolia var. missourensis A.DC.
- Smilax rotundifolia var. parviflora A.DC.
- Smilax rotundifolia var. quadrangularis (Muhl. ex Willd.) Alph.Wood
- Smilax rotundifolia var. sprengelii (Kunth) A.DC.
- Smilax sprengelii Kunth
- Smilax tetragona M.Martens & Galeotti[4]